# Karolína Plíšková
Karolína Plíšková (a férje után Karolína Hrdličková), (Louny, 1992. március 21. –) korábbi világelső, junior Grand Slam-tornagyőztes, cseh hivatásos teniszezőnő.
2009 óta versenyez a felnőttek között. Egyéniben 17, párosban 5 WTA-tornát nyert meg. Az ITF-versenyeken tíz egyéni és hat páros győzelmet aratott. 2010-ben a juniorok között megnyerte az Australian Open-t.
A Grand Slam-tornákon egyéniben a legjobb eredményét a 2016-os US Openen és a 2021-es wimbledoni teniszbajnokságon érte el, amelyeken a döntőbe jutott. Párosban 2016-ban elődöntőbe jutott az Australian Openen és Wimbledonban is.
2017. július 17-én került az egyéni világranglista élére, miután az előtte álló addigi első Angelique Kerber, valamint a második Simona Halep Wimbledonban nem tudta megvédeni a pontjait, így Plíšková a WTA történetének 23. világelső teniszezője lett, egyben az első cseh teniszező, aki Csehország színeiben érte el ezt a helyezést, mivel Martina Navratilova a világelsőség elérésekor már amerikai színekben játszott. Összesen nyolc héten át, 2017. szeptember 10-ig vezette a világranglistát. Párosban a legjobb helyezése a 2016. október 31-én elért 11. helyezés. 2015 óta a cseh Fed-kupa-válogatott tagja.
Ikertestvére Kristýna Plíšková ugyancsak profi teniszjátékos, aki a 2010-es wimbledoni teniszbajnokságon egyéniben a junior lányok között győzött. A WTA történetében ők az első női ikerpár, akik együtt párosban tornagyőzelmet arattak. 2018 júliusában megházasodott. Férje Michal Hrdlička, a cseh Nova TV korábbi műsorvezetője.

## Junior Grand Slam-döntői 1 (1 győzelem)
| Eredmény | Év   | Bajnokság       | Borítás | Ellenfél     | Eredmény    |
| -------- | ---- | --------------- | ------- | ------------ | ----------- |
| Győztes  | 2010 | Australian Open | Kemény  | Laura Robson | 6–1, 7–6(5) |

## Grand Slam-döntői

### Elveszített döntői (2)
| Év   | Torna     | Ellenfél a döntőben | Eredmény a döntőben |
| 2016 | US Open   | Angelique Kerber    | 3–6, 6–4, 4–6       |
| 2021 | Wimbledon | Ashleigh Barty      | 3–6, 7–6(4), 3–6    |

## Év végi bajnokság döntői

### Egyéni 1 (0–1)
| Eredmény | Év   | Torna                   | Borítás | Ellenfél       | Eredmény    |
| -------- | ---- | ----------------------- | ------- | -------------- | ----------- |
| Döntős   | 2015 | WTA Elite Trophy Csuhaj | Kemény  | Venus Williams | 5–7, 6–7(6) |

## WTA-döntői

### Egyéni

#### Győzelmei (17)
| Összesítés            |                              |
| Grand Slam-torna (0)  |                              |
| Premier Mandatory (0) | WTA 1000 (kötelező)* (0)     |
| Premier Five (2)      | WTA 1000 (nem kötelező)* (0) |
| Premier (9)           | WTA 500* (0)                 |
| International (5)     | WTA 250* (1)                 |

*2021-től megváltozott a tornák kategóriáinak elnevezése.
|     | Dátum                | Torna                                | Borítás    | Ellenfél a döntőben   | Döntő eredménye     | Döntő eredménye |
| 1.  | 2013. március 3.     | Malaysian Open, Kuala Lumpur         | Kemény     | Bethanie Mattek-Sands | 1–6, 7–5, 6–3       |                 |
| 2.  | 2014. szeptember 21. | Korea Open, Szöul                    | Kemény     | Varvara Lepchenko     | 6–3, 6–7(5), 6–2    |                 |
| 3.  | 2014. október 12.    | Generali Ladies Linz, Linz           | Kemény (f) | Camila Giorgi         | 6–7(4), 6–3, 7–6(4) |                 |
| 4.  | 2015. május 2.       | Prague Open, Prága                   | Salak      | Lucie Hradecká        | 4–6, 7–5, 6–3       |                 |
| 5.  | 2016. június 12.     | Nottingham Open, Nottingham          | Fű         | Alison Riske          | 7–6(8), 7–5         |                 |
| 6.  | 2016. augusztus 21.  | Cincinnati Masters, Cincinnati       | Kemény     | Angelique Kerber      | 6–3, 6–1            |                 |
| 7.  | 2017. január 7.      | Brisbane International, Brisbane     | Kemény     | Alizé Cornet          | 6–0, 6–3            |                 |
| 8.  | 2017. február 18.    | Qatar Total Open, Doha               | Kemény     | Caroline Wozniacki    | 6–3, 6–4            |                 |
| 9.  | 2017. július 1.      | AEGON International, Eastbourne      | Fű         | Caroline Wozniacki    | 6–4, 6–4            |                 |
| 10. | 2018. április 29.    | Porsche Tennis Grand Prix, Stuttgart | Salak (f)  | Coco Vandeweghe       | 7–6(2), 6–4         |                 |
| 11. | 2018. szeptember 23. | Toray Pan Pacific Open, Tokió        | Kemény     | Ószaka Naomi          | 6–4, 6–4            |                 |
| 12. | 2019. január 6.      | Brisbane International, Brisbane     | Kemény     | Leszja Curenko        | 4–6, 7–5, 6–2       |                 |
| 13. | 2019. május 19.      | Internazionali BNL d'Italia, Róma    | Salak      | Konta Johanna         | 6–3, 6–4            |                 |
| 14. | 2019. június 29.     | AEGON International, Eastbourne      | Fű         | Angelique Kerber      | 6–1, 6–4            |                 |
| 15. | 2019. szeptember 15. | Zhengzhou Open, Csengcsou            | Kemény     | Petra Martić          | 6–3, 6–2            |                 |
| 16. | 2020. január 12.     | Brisbane International, Brisbane     | Kemény     | Madison Keys          | 6–4, 4–6, 7–5       |                 |
| 17. | 2024. február 11.    | Transylvania Open, Kolozsvár         | Kemény (f) | Ana Bogdan            | 6–4, 4–6, 7–5       |                 |

#### Elveszített döntői (17)
|     | Dátum                | Torna                               | Borítás    | Ellenfél a döntőben  | Döntő eredménye     | Döntő eredménye |
| 1.  | 2014. február 2.     | PTT Pattaya Open, Pattaja           | Kemény     | Jekatyerina Makarova | 3–6, 6–7(7)         |                 |
| 2.  | 2014. május 24.      | Nuremberg Cup, Nürnberg             | Salak      | Eugenie Bouchard     | 2–6, 6–4, 3–6       |                 |
| 3.  | 2014. szeptember 14. | Hong Kong Open, Hongkong            | Kemény     | Sabine Lisicki       | 5–7, 3–6            |                 |
| 4.  | 2015. január 15.     | Apia International Sydney, Sydney   | Kemény     | Petra Kvitová        | 6–7(5), 6–7(6)      |                 |
| 5.  | 2015. február 21.    | Dubai Tennis Championships, Dubaj   | Kemény     | Simona Halep         | 4–6, 6–7(4)         |                 |
| 6.  | 2015. június 21.     | AEGON Classic, Birmingham           | Fű         | Angelique Kerber     | 7–6(5), 3–6, 6–7(4) |                 |
| 7.  | 2015. augusztus 9.   | Stanford Classic, Stanford          | Kemény     | Angelique Kerber     | 3–6, 7–5, 4–6       |                 |
| 8.  | 2015. november 8.    | WTA Elite Trophy, Csuhaj            | Kemény (f) | Venus Williams       | 5–7, 6–7(6)         |                 |
| 9.  | 2016. június 25.     | AEGON International, Eastbourne     | Fű         | Dominika Cibulková   | 5–7, 3–6            |                 |
| 10. | 2016. szeptember 10. | US Open (teniszbajnokság), New York | Kemény     | Angelique Kerber     | 3–6, 6–4, 4–6       |                 |
| 11. | 2018. október 14.    | Tianjin Open, Tiencsin              | Kemény     | Caroline Garcia      | 6–7(7), 3–6         |                 |
| 12. | 2019. március 30.    | Miami Open presented by Itaú, Miami | Kemény     | Ashleigh Barty       | 6–7(1), 3–6         |                 |
| 13. | 2020. szeptember 21. | Italian Open, Róma                  | Salak      | Simona Halep         | 0–6, 1–2 feladta    |                 |
| 14. | 2021. május 16.      | Italian Open, Róma                  | Salak      | Iga Świątek          | 0–6, 0–6            |                 |
| 15. | 2021. július 10.     | Wimbledon, London                   | Fű         | Ashleigh Barty       | 3–6, 7–6(4), 3–6    |                 |
| 16. | 2021. augusztus 15.  | Canada Open, Montréal               | Kemény     | Camila Giorgi        | 3–6, 5–7            |                 |
| 17. | 2024. június 16.     | Nottingham Open, Nottingham         | Fű         | Katie Boulter        | 6–4, 3–6, 2–6       |                 |

### Páros

#### Győzelmei (5)
| No. | Dátum                | Torna                       | Borítás    | Partner            | Ellenfelek a döntőben                    | Eredmény a döntőben |
| 1.  | 2013. október 13.    | Generali Ladies Linz, Linz  | Kemény (f) | Kristýna Plíšková  | Gabriela Dabrowski Alicja Rosolska       | 7–6(6), 6–4         |
| 2.  | 2014. május 24.      | Nuremberg Cup, Nürnberg     | Salak      | Michaëlla Krajicek | Raluca Olaru Sahar Peér                  | 6–0, 4–6, [10–6]    |
| 3.  | 2014. július 13.     | Gastein Ladies, Bad Gastein | Salak      | Kristýna Plíšková  | Andreja Klepač María Teresa Torró Flor   | 4–6, 6–3, [10–6]    |
| 4.  | 2014. szeptember 14. | Hong Kong Open, Hongkong    | Kemény     | Kristýna Plíšková  | Patricia Mayr-Achleitner Arina Rodionova | 6–2, 2–6, [12–10]   |
| 5.  | 2016. június 19.     | AEGON Classic, Birmingham   | Fű         | Barbora Strýcová   | Vania King Alla Kudrjavceva              | 6–3, 7–6(1)         |

#### Elveszített döntői (2)
| No. | Dátum             | Torna                                  | Borítás | Partner           | Ellenfelek a döntőben                 | Eredmény a döntőben |
| 1.  | 2013. július 14.  | Palermo International, Olaszország     | Salak   | Kristýna Plíšková | Kristina Mladenovic Katarzyna Piter   | 1–6, 7–5, [8–10]    |
| 2.  | 2016. március 19. | Indian Wells Masters, Egyesült Államok | Kemény  | Julia Görges      | Bethanie Mattek-Sands Coco Vandeweghe | 6–4, 4–6, [6–10]    |

## Eredményei Grand Slam-tornákon

### Egyéniben
| Grand Slam | Australian Open | Australian Open      | Roland Garros | Roland Garros       | Wimbledon | Wimbledon           | US Open        | US Open          |
| Év         | Eredmény        | Utolsó ellenfél      | Eredmény      | Utolsó ellenfél     | Eredmény  | Utolsó ellenfél     | Eredmény       | Utolsó ellenfél  |
| 2012       | Selejtező (Q1)  | Selejtező (Q1)       | 1. kör        | Marion Bartoli      | 1. kör    | Sloane Stephens     | Selejtező (Q2) | Selejtező (Q2)   |
| 2013       | 1. kör          | Eléni Danjilídu      | 1. kör        | Mariana Duque       | 2. kör    | Petra Martić        | 1. kör         | Eugenie Bouchard |
| 2014       | 2. kör          | Daniela Hantuchová   | 2. kör        | Agnieszka Radwańska | 2. kör    | Sabine Lisicki      | 3. kör         | Casey Dellacqua  |
| 2015       | 3. kör          | Jekatyerina Makarova | 2. kör        | Andreea Mitu        | 2. kör    | Coco Vandeweghe     | 1. kör         | Ana Tatisvili    |
| 2016       | 3. kör          | Jekatyerina Makarova | 1. kör        | Shelby Rogers       | 2. kör    | Doi Miszaki         | Döntő          | Angelique Kerber |
| 2017       | Negyeddöntő     | M Lučić-Baroni       | Elődöntő      | Simona Halep        | 2. kör    | M Rybáriková        | Negyeddöntő    | Coco Vandeweghe  |
| 2018       | Negyeddöntő     | Simona Halep         | 3. kör        | Marija Sarapova     | 4. kör    | Kiki Bertens        | Negyeddöntő    | Serena Williams  |
| 2019       | Elődöntő        | Ószaka Naomi         | 3. kör        | Petra Martić        | 4. kör    | Karolína Muchová    | 4. kör         | Konta Johanna    |
| 2020       | 3. kör          | A Pavljucsenkova     | 2. kör        | Jeļena Ostapenko    | elmaradt  | elmaradt            | 2. kör         | Caroline Garcia  |
| 2021       | 3. kör          | Karolína Muchová     | 2. kör        | Sloane Stephens     | Döntő     | Ashleigh Barty      | Negyeddöntő    | María Szákari    |
| 2022       | –               | –                    | 2. kör        | Léolia Jeanjean     | 2. kör    | Katie Boulter       | Negyeddöntő    | Arina Szabalenka |
| 2023       | Negyeddöntő     | Magda Linette        | 1. kör        | Sloane Stephens     | 1. kör    | Natalija Stevanović | 2. kör         | Clara Burel      |
| 2024       | 1. kör          | Jelena Ribakina      | 1. kör        | Elina Szvitolina    | 1. kör    | Gyiana Snajgyer     | 2. kör         | Jasmine Paolini  |

### Páros
| Grand Slam | Australian Open       | Australian Open                    | Roland Garros                 | Roland Garros                         | Wimbledon                | Wimbledon                      | US Open                  | US Open                              |
| Év         | Eredmény Partner      | Utolsó ellenfél                    | Eredmény Partner              | Utolsó ellenfél                       | Eredmény Partner         | Utolsó ellenfél                | Eredmény Partner         | Utolsó ellenfél                      |
| 2012       | –                     | –                                  | –                             | –                                     | Selejtező (Q2)           | Selejtező (Q2)                 | 1. kör Kristýna Plíšková | Ny Bratcsikova A Panova              |
| 2013       | –                     | –                                  | 1. kör Jana Čepelová          | Ny Bratcsikova T Tanasugarn           | 1. kör MT Torró Flor     | J Makarova J Vesznyina         | 1. kör Donna Vekić       | Vania King Magdaléna Rybáriková      |
| 2014       | 1. kör A Panova       | Ashleigh Barty Casey Dellacqua     | 1. kör Kristýna Plíšková      | J Gajdošová Janette Husárová          | 1. kör Kristýna Plíšková | Babos Tímea K Mladenovic       | 1. kör Kristýna Plíšková | Cara Black Szánija Mirza             |
| 2015       | 1. kör AK Schmiedlová | Sara Errani Roberta Vinci          | 2. kör Kristýna Plíšková      | Janette Husárová Paula Kania          | 1. kör Kristýna Plíšková | Monica Niculescu Olha Szavcsuk | 1. kör Sabine Lisicki    | Mona Barthel Laura Siegemund         |
| 2016       | Elődöntő Julia Görges | Martina Hingis Szánija Mirza       | 3. kör Julia Görges           | J Makarova J Vesznyina                | Elődöntő Julia Görges    | Serena Williams Venus Williams | 3. kör Julia Görges      | Bethanie Mattek-Sands Lucie Šafářová |
| 2017       | 1. kör Julia Görges   | Andreja Klepač MJ Martínez Sánchez | –                             | –                                     | –                        | –                              | –                        | –                                    |
| 2018–2020  | –                     | –                                  | –                             | –                                     | –                        | –                              | –                        | –                                    |
| 2021       | –                     | –                                  | Negyeddöntő Kristýna Plíšková | Barbora Krejčíková Kateřina Siniaková | –                        | –                              | –                        | –                                    |
| 2022       | –                     | –                                  | –                             | –                                     | –                        | –                              | –                        | –                                    |
| 2023       | –                     | –                                  | –                             | –                                     | –                        | –                              | 3. kör Donna Vekić       | Leylah Fernandez Taylor Townsend     |

## Részvételei az év végi bajnokságokon
- CSK=csoportkör; ND=negyeddöntő; ED=elődöntő; D=döntő; GY=győztes; ELM=elmaradt; NK=nem kvalifikálta magát.

| Torna                   | 2010            | 2011            | 2012            | 2013            | 2014            | 2015            | 2016 | 2017 | 2018 | 2019 | 2020 | 2021 | Gy–V |
| ----------------------- | --------------- | --------------- | --------------- | --------------- | --------------- | --------------- | ---- | ---- | ---- | ---- | ---- | ---- | ---- |
| WTA Finals egyéni       | nem kvalifikált | nem kvalifikált | nem kvalifikált | nem kvalifikált | nem kvalifikált | nem kvalifikált | CSK  | ED   | ED   | ED   | ELM  | CSK  | 9–9  |
| WTA Elite Trophy egyéni | nem kvalifikált | nem kvalifikált | nem kvalifikált | nem kvalifikált | nem kvalifikált | D               | –    | –    | –    | –    | ELM  | ELM  | 3–1  |

## Pénzdíjai
| Év        | GS-győzelem | WTA-győzelem | Megnyert tornák | Pénzdíjazás (US $) | Hely. |
| --------- | ----------- | ------------ | --------------- | ------------------ | ----- |
| 2010-2012 | 0           | 0            | 0               | 233 003            | N/A   |
| 2013      | 0           | 1            | 1               | 296 840            | 87    |
| 2014      | 0           | 2            | 2               | 768 635            | 34    |
| 2015      | 0           | 1            | 1               | 1 658 155          | 18    |
| 2016      | 0           | 2            | 2               | 3 976 093          | 5     |
| 2017      | 0           | 3            | 3               | 3 902 665          | 7     |
| 2018      | 0           | 2            | 2               | 3 539 050          | 8.    |
| 2019      | 0           | 4            | 4               | 5 138 077          | 6.    |
| 2020      | 0           | 1            | 1               | 888 916            | 15.   |
| 2021      | 0           | 0            | 0               | 2 868 865          | 4.    |
| 2022      | 0           | 0            | 0               | 1 024 297          | 35.   |
| Karrier*  | 0           | 16           | 16              | 24 302 095         | 14.   |

- 2023. január 28-i állapot

## Év végi világranglista-helyezései
| Év     | 2006  | 2007 | 2008 | 2009 | 2010 | 2011 | 2012 | 2013 | 2014 | 2015 | 2016 | 2017 | 2018 | 2019 | 2020 | 2021 | 2022 | 2023 |
| Egyéni | 1168. | 860. | 427. | 228. | 203. | 159. | 120. | 67.  | 24.  | 11.  | 6.   | 4.   | 8.   | 2.   | 6.   | 4.   | 32.  | 37.  |
| Páros  | –     | 917. | 818. | –    | 364. | 130. | 102. | 77.  | 46.  | 46.  | 11.  | 411. | 209. | 96.  | 86.  | 124. | 329. | 234. |